# Agastachys
- Commons
- Wikispecies

Agastachys é um género botânico pertencente à família Proteaceae.

## Espécies
Apresenta uma única espécie:
- Agastachys odorata